# Campeonato Paulista 1969
In 1969 werd het 68ste Campeonato Paulista gespeeld voor clubs uit de Braziliaanse staat São Paulo. De competitie werd georganiseerd door de FPF en werd gespeeld van 26 januari tot 22 juni. Santos werd kampioen.
De competitieformule werd na decennia gewijzigd. Op verzoek van bondsvoorzitter João Mendonça Falcão werd de Paulistão op dezelfde manier gespeeld als het Torneio Roberto Gomes Pedrosa 1968, waarin de deelnemende clubs over twee groepen verdeeld werden en de top twee naar de tweede fase ging waarin de kampioen bepaald werd. 

## Eerste fase

### Groep A
| Plaats | Club                | Wed. | W  | G  | V  | Saldo | Ptn. |
| ------ | ------------------- | ---- | -- | -- | -- | ----- | ---- |
| 1.     | Palmeiras           | 26   | 17 | 2  | 7  | 46:19 | 36   |
| 2.     | Santos              | 26   | 16 | 4  | 6  | 57:30 | 36   |
| 3.     | Portuguesa          | 25   | 12 | 4  | 9  | 39:35 | 28   |
| 4.     | Ferroviária         | 26   | 10 | 6  | 10 | 27:35 | 26   |
| 5.     | Portuguesa Santista | 26   | 8  | 7  | 11 | 36:41 | 23   |
| 6.     | XV de Piracicaba    | 26   | 5  | 11 | 10 | 30:41 | 21   |
| 7.     | Juventus            | 26   | 7  | 6  | 13 | 28:37 | 20   |

|  | Geplaatst voor tweede fase |

### Groep B
| Plaats | Club        | Wed. | W  | G | V  | Saldo | Ptn. |
| ------ | ----------- | ---- | -- | - | -- | ----- | ---- |
| 1.     | Corinthians | 25   | 16 | 4 | 5  | 49:20 | 36   |
| 2.     | São Paulo   | 26   | 16 | 2 | 8  | 44:29 | 34   |
| 3.     | América     | 26   | 8  | 7 | 11 | 29:45 | 23   |
| 4.     | Guarani     | 26   | 9  | 5 | 12 | 35:40 | 23   |
| 5.     | Botafogo    | 26   | 6  | 7 | 13 | 27:42 | 19   |
| 6.     | São Bento   | 26   | 6  | 7 | 13 | 29:47 | 19   |
| 7.     | Paulista    | 26   | 7  | 4 | 15 | 26:41 | 18   |

|  | Geplaatst voor tweede fase |

## Tweede fase
| Plaats | Club        | Wed. | W | G | V | Saldo | Ptn. |
| ------ | ----------- | ---- | - | - | - | ----- | ---- |
| 1.     | Santos      | 3    | 2 | 1 | 0 | 6:1   | 5    |
| 2.     | Palmeiras   | 3    | 2 | 0 | 1 | 4:5   | 4    |
| 3.     | São Paulo   | 3    | 1 | 1 | 1 | 3:3   | 3    |
| 4.     | Corinthians | 3    | 0 | 0 | 3 | 5:9   | 0    |

|  | Kampioen |

### Kampioen
| Campeonato Paulista de 1967 |
| São Paulo                   |
| --------------------------- |
| SANTOS Kampioen (12° titel) |

## Topschutter
| Speler            | Speler | Goals | Club   |
| ----------------- | ------ | ----- | ------ |
| Vlag van Brazilië | Pelé   | 26    | Santos |